# Pronotogrammus martinicensis
Pronotogrammus martinicensis är en fiskart som först beskrevs av Guichenot, 1868.  Pronotogrammus martinicensis ingår i släktet Pronotogrammus och familjen havsabborrfiskar. Inga underarter finns listade i Catalogue of Life.